# Marie-Angélique Duchemin

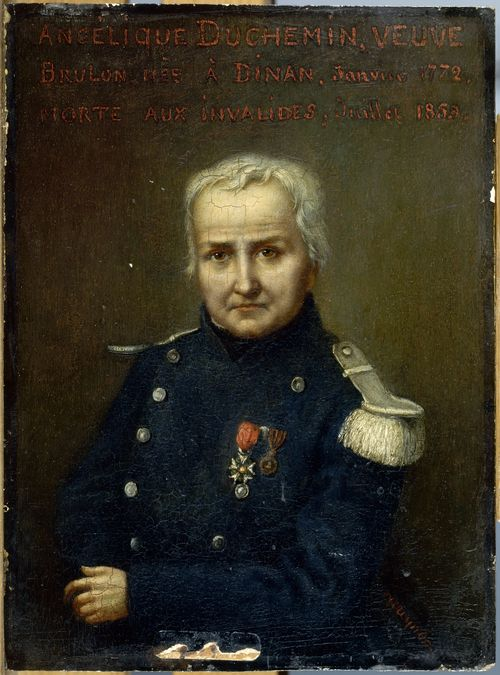
Marie-Angélique Duchemin in den 1850ern

Marie-Angélique Duchemin, verwitwete Brûlon, (geboren am 20. Januar 1772 in Dinan; gestorben am 13. Juli 1859 in Paris) war die erste Frau, die in die französische Ehrenlegion aufgenommen wurde.

## Leben
Duchemin war die Tochter und Schwester von Revolutionssoldaten, heiratete einen Soldaten namens André Brûlon und folgte ihm in den Dienst beim 42. Infanterieregiment nach Korsika. Nach dem Tod ihres Mannes und Vaters verblieb sie beim Regiment und stieg in den Rang eines Korporals, Furiers und schließlich Sergent-Majors auf. Aufgrund ihrer erwiesenen Tapferkeit im Gefecht wurde sie nie aus dem Regiment ausgeschlossen und, obwohl sie eine Frau war, befördert.
Sie tat sich besonders bei der Belagerung von Calvi hervor und wurde dabei schwer verwundet, sodass sie 1797 darum bat, in das Hôtel des Invalides aufgenommen zu werden. Dieser Wunsch wurde ihr erst 1804 erfüllt. Im gleichen Jahr wurde die Eingabe von Marschall Jean Sérurier abgewiesen, sie mit dem Orden auszuzeichnen. Stattdessen wurde sie in den Rang eines Unterleutnants erhoben und war damit Offizierin.
Die Invalidin erhielt die Ernennung zum Ritter der Ehrenlegion erst durch Napoléon III. am 15. August 1851 in Anerkennung ihrer Verdienste während der Revolutionszeit. Sie starb acht Jahre später und wurde zunächst auf dem Friedhof Montparnasse beerdigt, 1865 dann auf den Friedhof Père Lachaise, 41. Abteilung, 2. Abschnitt, Reihe 13 umgebettet.

## Kontroverse um den Orden der Ehrenlegion
Auch von Marie Schellinck wird berichtet, sie sei die erste Trägerin des Ordens der Ehrenlegion gewesen, und zwar bereits verliehen durch Napoleon persönlich. Dabei handelt es sich um eine oft kolportierte Legende. 1909 erwiderte Léonce Grabilier dem Journalisten Louis Stroobant auf die Publizierung dessen Artikels: Napoleon I. habe niemals einer Frau den Orden verliehen, auch wenn er und seine Nachfolger mehrfach darum gebeten worden seien.

## Würdigung
Nach Marie-Angélique Duchemin wurden zwei Straßen benannt, in ihrem Geburtsort Dinan und 2011 in Nantes.